# Hypermerina
Hypermerina is een geslacht van vlinders van de familie nachtpauwogen (Saturniidae), uit de onderfamilie Hemileucinae.

## Soorten
- H. kasyi Lemaire, 1969